# Choices II: The Setup
Choices II: The Setup è il settimo album in studio del gruppo hip hop statunitense Three 6 Mafia, pubblicato nel 2005.

## Tracce
1. Intro – 1:06
2. Who da Fuck You Playin' Wit? (featuring Lil Wyte & Frayser Boy) – 4:48
3. Yeah I Rob (featuring Mr. Bigg) – 4:42
4. P.I.M.P. (featuring Lil Wyte & Frayser Boy) – 4:44
5. Skit – 0:57
6. It's Whateva Wit Us (featuring D-Roc of the Ying Yang Twins & YoungBloodZ) – 5:41
7. Pass Dat Shit (featuring Lil Wyte & Frayser Boy) – 5:19
8. Squeeze It (featuring Lil Wyte & Frayser Boy) – 3:47
9. Official Crunk Junt (featuring Lil Wyte & Frayser Boy) – 4:26
10. Who I Is (featuring Lil Wyte & Trillville) – 4:49
11. Skit 2 – 0:43
12. Shoot Up da Club (featuring Lil Wyte & Frayser Boy) – 4:41
13. Stanky Stanky (featuring Lil Wyte & Frayser Boy) – 2:48
14. One Hitta Quitta (featuring Lil Wyte & Frayser Boy) – 5:05
15. Gettin Real Buck (featuring Lil Wyte) – 2:41
16. I Sho Will (Intro) – 0:09
17. I Sho Will (Remix) (Lil Wyte featuring Lil Flip) – 4:42
18. Skit 3 – 0:47
19. Posse Song (featuring Lil Wyte & Frayser Boy) – 3:31
20. Outro – 3:06